# Johann Joseph Keel
Pour les articles homonymes, voir Keel.
Johann Joseph Keel, né le 15 mars 1837 à Saint-Gall et mort dans la même commune le 12 août 1902, est une personnalité politique suisse, membre du parti conservateur.

## Biographie
Après avoir suivi ses études dans sa ville natale et à Munich, Berlin, Heidelberg et Paris, il est successivement élu au Grand Conseil du canton de Saint-Gall de 1867 à 1870, puis au Conseil national de 1875 à 1902 ; il préside cette assemblée en 1897. Il est en parallèle élu au Conseil d'État saint-gallois où il prend la tête du département de l'intérieur de 1870 à 1873, puis celui des finances jusqu'à sa mort.
En 1888, il est opposé au parti radical-démocratique zurichois Walter Hauser lors de l'élection au Conseil fédéral ; ce dernier est élu au premier tour, Johann Joseph Keel n'obtenant que 52 voix sur 174.